# Rince-œil

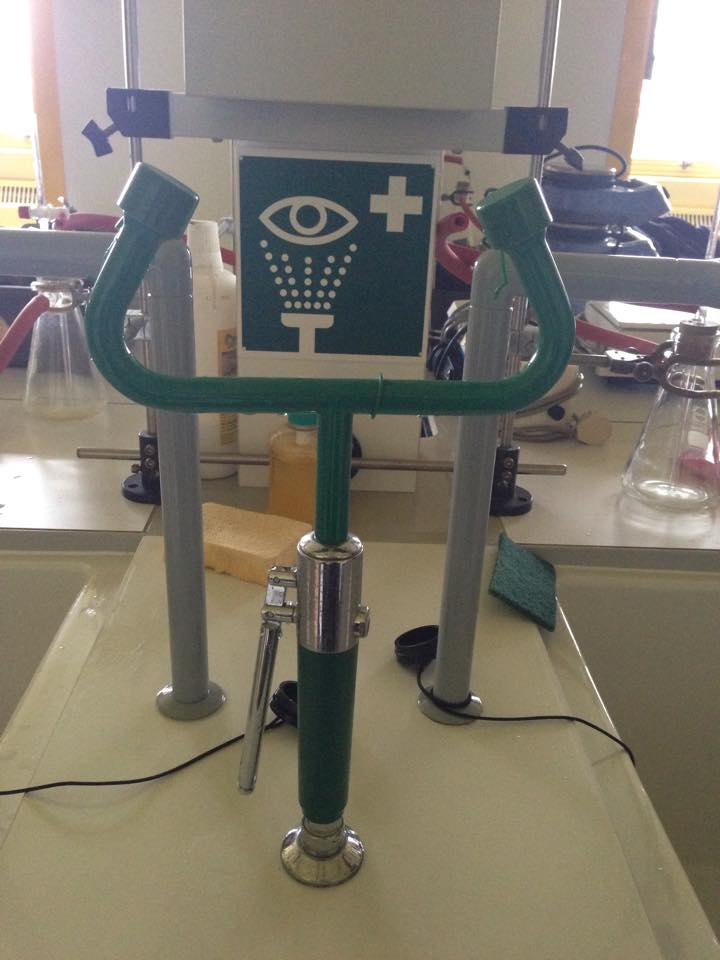
Diriger chaque branche vers un œil et déclencher.

Un rince-œil est un équipement de premiers secours servant à secourir des personnes ayant été chimiquement atteintes au niveau des yeux.

## Utilisation

Pictogramme associé.

Son installation requiert un approvisionnement abondant en eau propre et pas trop froide, ainsi qu’un espace suffisant pour l’installer dans de bonnes conditions. À défaut, on lui préférera des flacons rince-œil.
Il faut d'abord placer le rince-œil (ou la personne accidentée, lorsque le dispositif est fixe) aussi vite que possible de façon que les jets atteignent simultanément les yeux, puis déclencher un levier ou appuyer sur un bouton (selon les modèles) et laisser agir quelques minutes car l'absence ou la disparition de la douleur ne signifie pas que le problème est résolu.
Le jet étant puissant, il ne faut pas fermer les yeux ou retirer la tête sous la pression. Si possible, faire maintenir la tête par un tiers.

## Maintenance
Comme la douche fixe de premiers secours, le rince-œil doit être maintenu dégagé et vérifié périodiquement.

## Normes
- EN 15154-2[1] et EN 15154-4[2]